# Emil Dandea
Emil Aurel Dandea (n. 1893 – d. 1969) a fost un jurist, publicist, director al ziarului Glasul Mureșului, om politic și demnitar român, membru al PNL, primar al municipiului Târgu Mureș între anii 1922–1926 și 1934–1937. Alături de primarul György Bernády, Emil Dandea este considerat unul din inițiatorii modernizării municipiului. Totodată, numele său este legat de acuzații de corupție și manifestări caracterizate de intoleranță națională. 

## Cariera politică
În 1922 a fost numit primar la Târgu Mureș. Preocupările lui Dandea s-au îndreptat spre reorganizarea administrativă. Începând din anul 1926 a reprezentat Mureșul ca deputat în Parlamentul României. După expirarea mandatului de parlamentar, a mai fost numit primar la Târgu Mureș pentru perioada 1934–1937. Între anii 1935–1940 a fost director al ziarului Glasul Mureșului. În plan politic, în anul 1939 a devenit membru al Frontului Renașterii Naționale. Între timp, a continuat activitatea politică ca membru al Partidului Național Liberal, în anul 1934 devenind președinte al Organizației Județene Mureș a PNL.
În 1940 s-a mutat la București, iar în 1946 a participat din nou la alegerile din Târgu Mureș. A fost arestat în 1952 și închis în lagărul de muncă forțată din Poarta Albă, de la Canalul Dunăre-Marea Neagră. În 1953 a fost eliberat, stabilindu-i-se domiciliu forțat la Tazlău, până în 1955, perioadă în care a trăit izolat de toată lumea, inclusiv de membrii familiei sale. Pentru a putea supraviețui, în perioada 1955–1960, a lucrat ca muncitor necalificat și apoi ca paznic de noapte la Valea Călugărească. A murit la 18 august 1969, în București, la vârsta de 76 de ani.

## Acuzații de corupție
Activitatea lui Emil Dandea în municipiul Târgu Mureș era vizată de acuzații de corupție și luare de mită. Primele acuzații împotriva lui Dandea au fost formulate încă în anul 1925 de către deputatul liberal Aurel Russu. Potrivit sesizării deputatului s-au transportat din Fabrica de cărămizi a orașului cărămizi persoanelor favorite primarului Dandea, gratuit sau sub preț. Totodată, acuzațiile aduse de către Russu au vizat și cumpărarea, respectiv vânzarea de către primărie a unor imobile din oraș, modul cum se angajau lucrările de interes public, cum se țineau licitațiile, cum se acordau subvențiile, evidența donațiilor în favoarea primăriei. Aurel Russu se bazase pe depoziții ale unor funcționari din primărie, care ulterior au retractat cele declarate inițial.
În presa locală interbelică de limba română și maghiară au apărut nenumărate articole despre scandalurile de corupție legate de Emil Dandea. Între cazurile prezentate de ziarele locale se număra nejustificarea cheltuielilor de transport din bani publici către capitală și întors. Totodată, cea mai gravă acuzație consta schimbarea destinației fondurilor publice în valoare de 1 205 320 lei către un cerc de prieteni și colaboratori.

## Relația cu comunitatea maghiară
Activitatea lui Emil Dandea în municipiul Târgu Mureș poate fi caracterizată de excesuri și abuzuri de putere naționaliste manifestate împotriva comunității maghiare majoritare. În cele două mandate de primar în care a fost numit din București, a concentrat preponderent deasupra proiectelor simbolice. Funcționarii publici de etnie maghiară au fost demiși, școlile maghiare au fost închise și educația în limba maghiară se concentrase în instituțiile de educație finanțate de către bisericile reformată și romano-catolică. Totodată, inscripțiile, vitraliile și reliefurile legate de cultura maghiară au fost demontate.
După demisia din funcția de primar din primul mandat, a doua zi s-a lăudat în ziarul Orașul cu rezultatele românizării violente a Târgu Mureșului. Considera, de asemenea, o tragedie națională plecarea din funcție, care urma să fie preluată de dr. Ioan Cosma, șeful biroului administrației publice, care a îndeplinit atribuțiile de primar interimar până la preluarea de către György Bernády.

## Amintirea
Statuia lui Emil Dandea, amplasată în prezent în centrul municipiului Târgu Mureș, este încadrată de Biserica „Buna Vestire” și Primărie. Statuia a fost inaugurată la 18 august 1996 și este opera sculptorului Anton Rațiu. 